# Anthony McCarten
Anthony McCarten (New Plymouth, 1961) é um produtor neozelandês. Foi indicado ao Oscar de melhor filme na edição de 2018 pela realização da obra Darkest Hour e na edição de 2015 por The Theory of Everything.

## Filmografia
- Nocturne in a Room (1992) (short)
- Fluff (1995) (short)
- Via Satellite (1999)
- The English Harem (2005
- Show of Hands (2008)
- Death of a Superhero (2011)
- The Theory of Everything (2014)
- Darkest Hour (2017)
- Bohemian Rhapsody (2018)
- The Pope (2018)
- Untitled John Lennon Yoko Ono Film (2018)
- Hack Attack (2018)

## Prêmios e indicações
- Pendente: Oscar de melhor filme — Darkest Hour (2017)
- Indicado: Oscar de melhor filme — The Theory of Everything (2014)